# Campionats d'Europa de ciclisme en pista de 2011
Els Campionats d'Europa de ciclisme en pista de 2011 es va celebrar a Apeldoorn (Països Baixos) del 21 al 23 d'octubre de 2011.
Les competicions es van celebrar al Omnisport Apeldoorn. En total es va competir en 13 disciplines, 7 de masculines i 6 de femenines.

## Resultats

### Masculí
| Prova                 | Or                                                                          | Argent                                                                                      | Bronze                                                                      |
| Keirin                | Matthew Crampton · Regne Unit                                               | Christos Volikakis · Grècia                                                                 | François Pervis · França                                                    |
| Velocitat individual  | Kévin Sireau · França                                                       | Maximilian Levy · Alemanya                                                                  | Denís Dmítriev · Rússia                                                     |
| Velocitat per equips  | Alemanya · René Enders · Robert Förstemann · Stefan Nimke                   | França · François Pervis · Kévin Sireau · Mickaël Bourgain                                  | Polònia · Maciej Bielecki · Kamil Kuczynski · Damian Zieliński              |
| Persecució per equips | Regne Unit · Steven Burke · Edward Clancy · Peter Kennaugh · Geraint Thomas | Dinamarca · Michael Mørkøv · Casper Folsach · Lasse Norman Hansen · Rasmus Christian Quaade | Rússia · Ievgueni Kovaliov · Ivan Kovaliov · Valeri Kaikov · Víktor Manakov |
| Cursa per punts       | Rafał Ratajczyk · Polònia                                                   | Silvan Dillier · Suïssa                                                                     | Milan Kadlec · Txèquia                                                      |
| Madison               | Bèlgica · Kenny De Ketele · Iljo Keisse                                     | Suïssa · Claudio Imhof · Cyrille Thièry                                                     | França · Vivien Brisse · Morgan Kneisky                                     |
| Òmnium                | Edward Clancy · Regne Unit                                                  | Bryan Coquard · França                                                                      | Elia Viviani · Itàlia                                                       |

### Femení
| Prova                 | Or                                                        | Argent                                                          | Bronze                                                    |
| Keirin                | Victoria Pendleton · Regne Unit                           | Clara Sanchez · França                                          | Sandie Clair · França                                     |
| Velocitat individual  | Liubov Xulika · Ucraïna                                   | Olga Panarina · Belarús                                         | Viktoria Baranova · Rússia                                |
| Velocitat per equips  | Regne Unit · Victoria Pendleton · Jessica Varnish         | Ucraïna · Liubov Xulika · Olena Tsos                            | Alemanya · Kristina Vogel · Miriam Welte                  |
| Persecució per equips | Regne Unit · Danielle King · Joanna Rowsell · Laura Trott | Alemanya · Lisa Brennauer · Charlotte Becker · Madeleine Sandig | Belarús · Alena Dylko · Aksana Papko · Tatsiana Sharakova |
| Cursa per punts       | Ievguénia Romaniuta · Rússia                              | Katarzyna Pawłowska · Polònia                                   | Jarmila Machačová · Txèquia                               |
| Òmnium                | Laura Trott · Regne Unit                                  | Tatsiana Sharakova · Belarús                                    | Kirsten Wild · Països Baixos                              |

## Medaller
| Posició | País          | Or | Plata | Bronze | Total |
| 1       | Regne Unit    | 7  | 0     | 0      | 7     |
| 2       | França        | 1  | 3     | 3      | 7     |
| 3       | Alemanya      | 1  | 2     | 1      | 4     |
| 4       | Polònia       | 1  | 1     | 1      | 3     |
| 5       | Ucraïna       | 1  | 1     | 0      | 2     |
| 6       | Rússia        | 1  | 0     | 3      | 4     |
| 7       | Bèlgica       | 1  | 0     | 0      | 1     |
| 8       | Belarús       | 0  | 2     | 1      | 3     |
| 9       | Suïssa        | 0  | 2     | 0      | 2     |
| 10      | Dinamarca     | 0  | 1     | 0      | 1     |
| -       | Grècia        | 0  | 1     | 0      | 1     |
| 12      | Txèquia       | 0  | 0     | 2      | 2     |
| 13      | Itàlia        | 0  | 0     | 1      | 1     |
| -       | Països Baixos | 0  | 0     | 1      | 1     |
| Total   | Total         | 13 | 13    | 13     | 39    |